# Barra (Escócia)
Barra (gaélico escocês: Barraigh, Eilean Bharraigh, pronunciado [ˈparˠaj, ˈelan ˈvarˠaj]) é uma ilha nas Hébridas Exteriores, na Escócia. Barra é a segunda ilha habitada mais meridional das Hébridas Exteriores após a ilha adjacente de Vatersay, à qual está ligado por uma ponte. Em 2011 a população era de 1.174, superior às 1.078 contadas no momento do censo de 2001.
É servida por um aeroporto cuja pista é a praia, funcionando apenas na maré baixa.

## Geografia
Barra tem aproximadamente 60 km2, sendo a vila principal Castlebay.
A parte oeste da ilha tem praias arenosas apoiadas por conchas de areia, machair de branco e a leste há inúmeras enseadas rochosas.

## Galeria

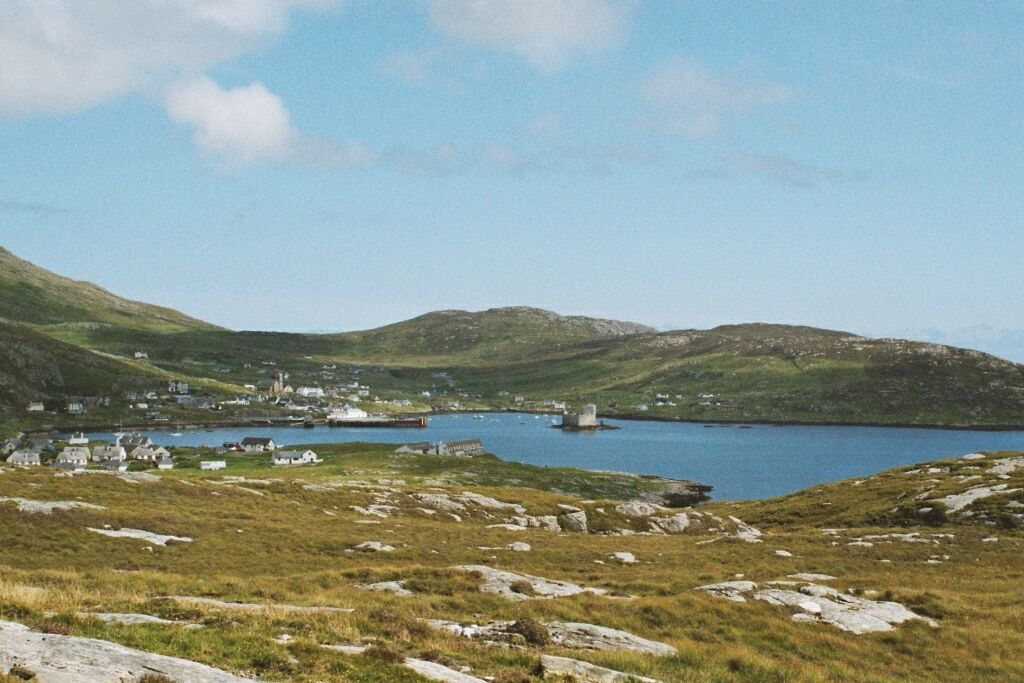
Castlebay, Barra
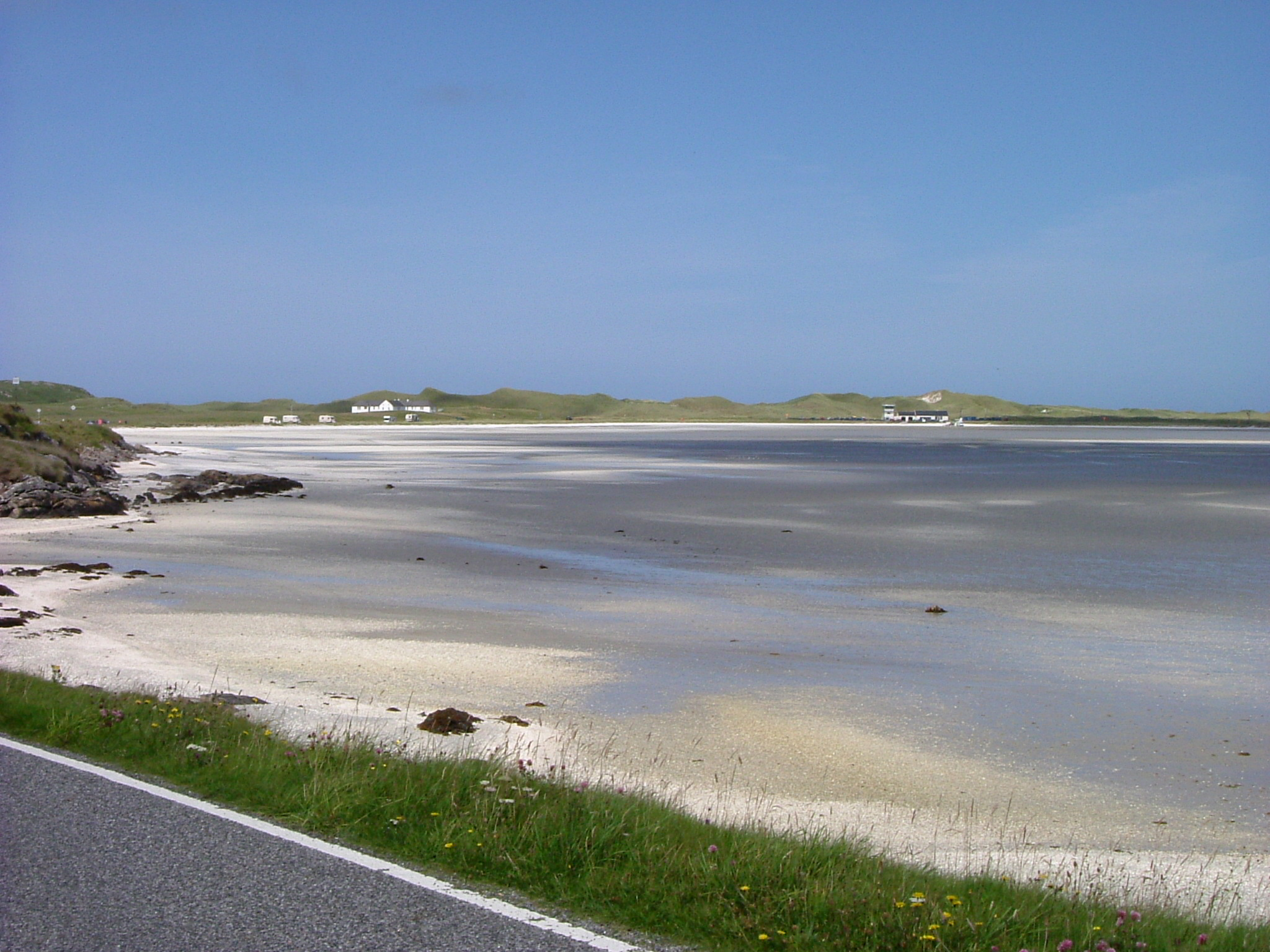
Aeroporto
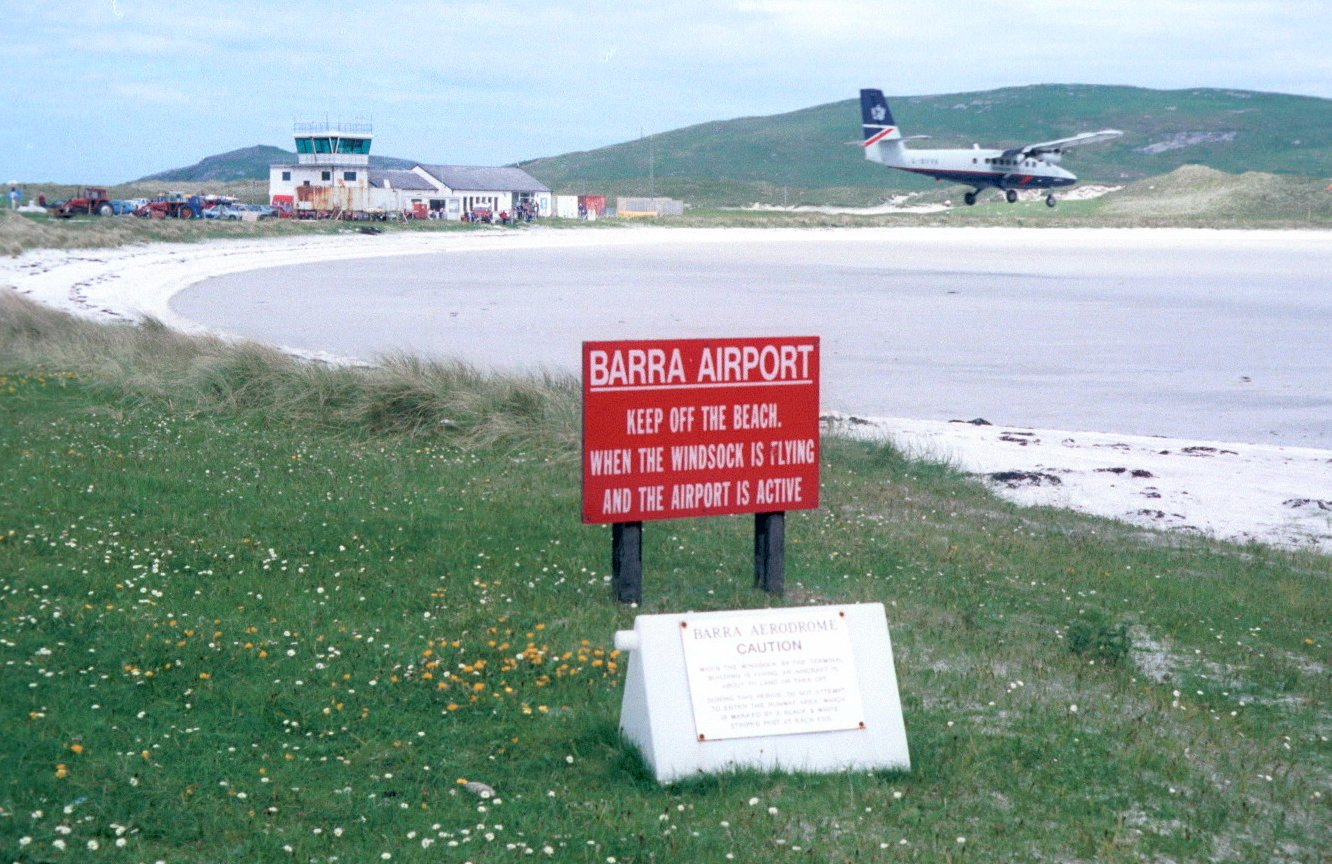
Aeroporto de Barra
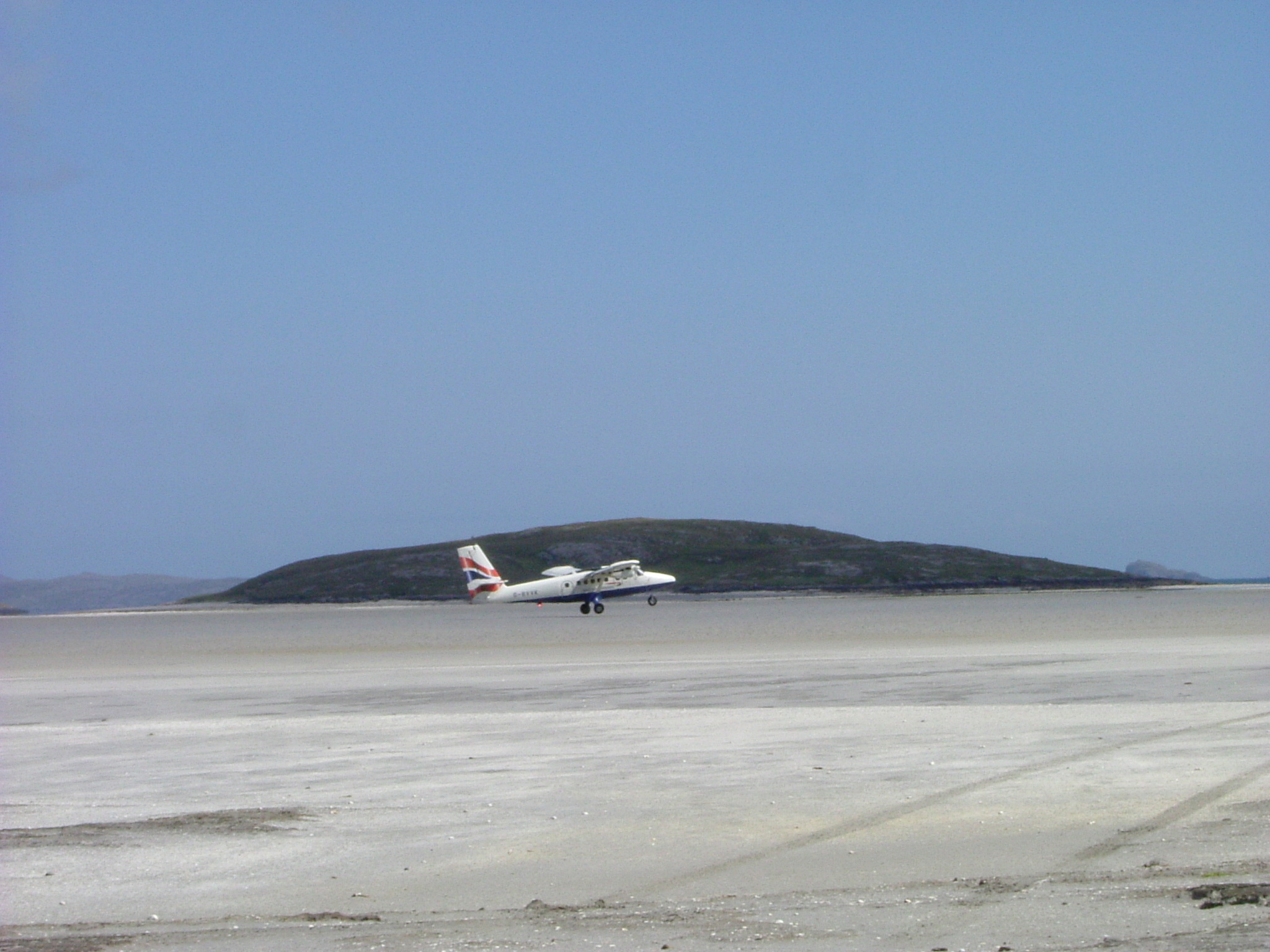
Twin Otter a descolar do aeroporto de Barra
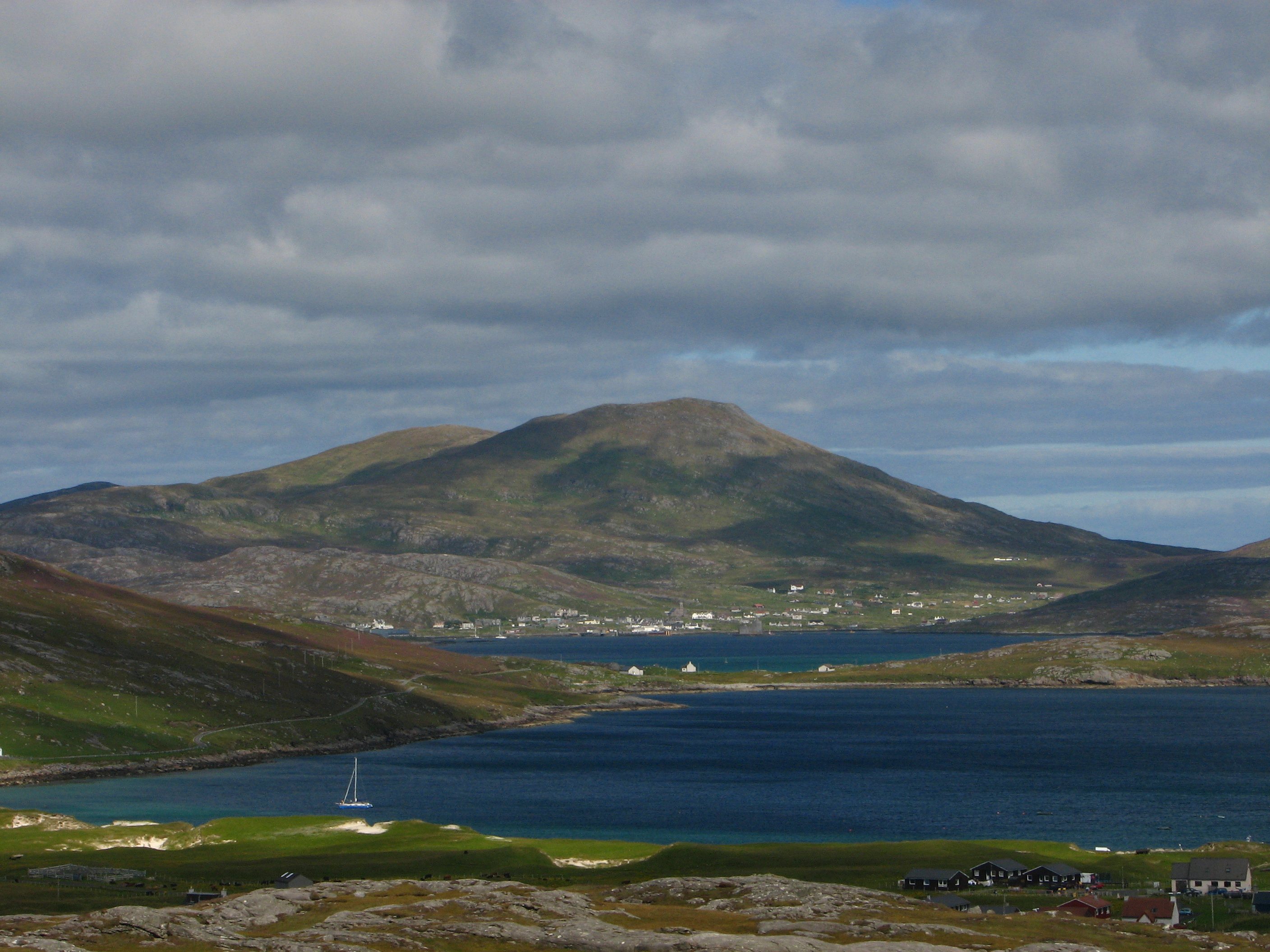
Castlebay e Heaval, vistas de Vatersay